# Laimonas Chatkevičius
Laimonas Chatkevičius (Klaipėda, 7 gennaio 1993) è un ex cestista lituano.